# Hieracium cabreranum
Hieracium cabreranum es una especie de planta con flor del género Hieracium, de la familia Asteraceae, orden Asterales.

## Distribución
Hieracium cabreranum se distribuye por Francia y España.

## Taxonomía
Fue descrita científicamente por Arv.-Touv. Fue publicada en Hier. Gall. Hisp. Cat.: 168 (1913).